# پیاده‌روی و صحبت کردن
پیاده‌روی و صحبت کردن (به انگلیسی: Walking and Talking) فیلمی محصول سال ۱۹۹۶ و به کارگردانی نیکول هولفسنر است. در این فیلم بازیگرانی همچون کاترین کینر، آن هیش، تاد فیلد، لیو شرایبر، کوین کوریگان، وینسنت پاستوره، راندال باتینکف، جوزف سیراوو و الیسون جنی ایفای نقش کرده‌اند.